# Katastralgemeinde Prailing
Die Katastralgemeinde Prailing ist eine von zwölf Katastralgemeinden der Gemeinde Klein Sankt Paul im Bezirk Sankt Veit an der Glan in Kärnten (Österreich). Sie hat eine Fläche von 1076,08 ha.
Die Katastralgemeinde gehört zum Sprengel des Vermessungsamtes Klagenfurt.

## Lage
Die Katastralgemeinde liegt in der Gemeinde Klein Sankt Paul im Osten des Bezirks Sankt Veit an der Glan, östlich oberhalb des Gemeindehauptorts, an den Westhängen der Saualpe. Sie grenzt im Norden an die Katastralgemeinde Grünburg, im Osten an die Katastralgemeinde Aichberg, im Süden an die Katastralgemeinde St. Oswald und im Westen an die Katastralgemeinde Unter St. Paul und die Katastralgemeinde Filfing. Die Katastralgemeinde erstreckt sich über eine Höhenlage von 681 m ü. A. am Kupplerbach am Südwestrand der Katastralgemeinde bis zu 2056 m ü. A. am Nordostrand der Katastralgemeinde, nahe dem Ladinger Spitz.

## Ortschaften
Auf dem Gebiet der Katastralgemeinde Prailing liegt der Großteil der Ortschaft Prailing.

## Vermessungsamt-Sprengel
Die Katastralgemeinde gehört seit 1. Jänner 1998 zum Sprengel des Vermessungsamtes Klagenfurt. Davor war sie Teil des Sprengels des Vermessungsamtes St. Veit an der Glan.

## Geschichte
Ende des 18. Jahrhunderts wurden die Kärntner Steuergemeinden (später: Katastralgemeinden) gebildet und Steuerbezirken zugeordnet. Die Steuergemeinde Prailing wurde Teil des Steuerbezirks Eberstein.
Im Zuge der Reformen nach der Revolution 1848/49 wurden in Kärnten die Steuerbezirke aufgelöst und Ortsgemeinden gebildet, die jeweils das Gebiet einer oder mehrerer Steuergemeinden umfassten. Ein erster Entwurf für die Gemeindeeinteilung des Görtschitztals, bei dem man wenig Rücksicht auf Infrastruktur nahm, sondern vor allem ähnliche Katastralgemeinden zu politischen Gemeinden vereinen wollte, sah vor, dass die Katastralgemeinde Prailing zusammen mit der Katastralgemeinde St. Oswald eine eigene Gemeinde bilden sollte. Tatsächlich wurde die Steuer- bzw. Katastralgemeinde Prailing dann jedoch Teil der Gemeinde Klein Sankt Paul. Die Größe der Katastralgemeinde wurde 1849 mit 1870 Österreichischen Joch und 320 Klaftern (ca. 1076 ha, also etwa die heutige Fläche) angegeben; damals lebten 168 Personen auf dem Gebiet der Katastralgemeinde.
Die Katastralgemeinde Prailing gehörte ab 1850 zum politischen Bezirk Sankt Veit an der Glan und zum Gerichtsbezirk Eberstein. Von 1854 bis 1868 gehörte sie zum Gemischten Bezirk Eberstein. Seit der Reform 1868 ist sie wieder Teil des politischen Bezirks Sankt Veit an der Glan, zunächst als Teil des Gerichtsbezirks Eberstein, seit dessen Auflösung 1978 als Teil des Gerichtsbezirks St. Veit an der Glan.